# 埃及宗教

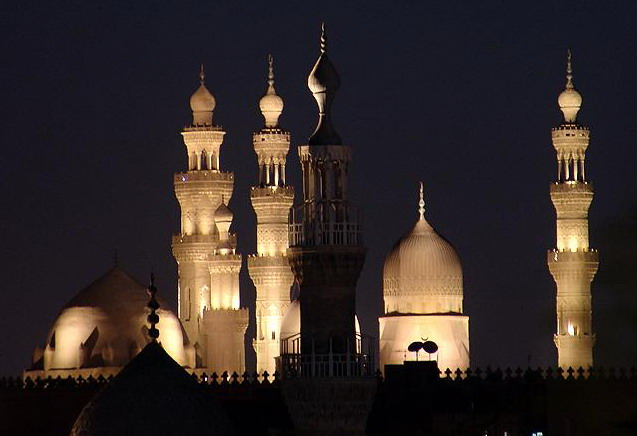
伊斯蘭教是埃及的主要宗教。

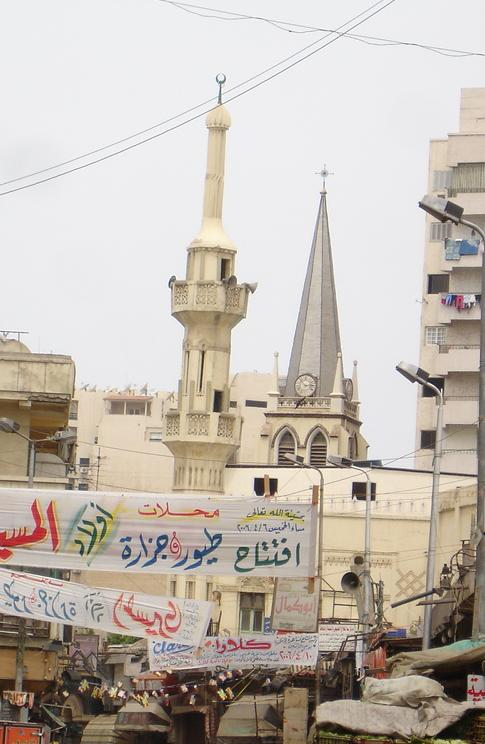
埃及宗教常見的場景：清真寺和基督教堂比鄰而居

埃及主要宗教是伊斯蘭教，2017年穆斯林人口約佔埃及總人口的90％。
根據皮尤研究中心2010年的研究，94.8％的埃及人是遜尼派穆斯林，5.1％是基督徒，不到0.1％的人口是猶太教、佛教或其他宗教信徒。基督徒在埃及人口中所佔比例正在下降，上個世紀最高的人數是1927年，當時人口普查有8.3％的埃及人是基督徒。在隨後的七次人口普查中，基督徒佔人口的比例逐漸縮小，1996年為5.7％。然而，大多數基督徒反駁了這種估計的人口普查，他們聲稱人數不足。
根據美國中央情報局（CIA）的資料，埃及穆斯林（主要是遜尼派）佔90％，基督徒（主要是亞歷山大科普特正教會，其他基督宗派包括亞美尼亞使徒教會、天主教會、東正教會和新教）佔10％（2015年）。.
2016年調查基督宗教是埃及第二大宗教，佔埃及總人口的10.3％。
根據邁克爾•伊薩迪（Michael Izady）的研究，埃及人中有86.8％是遜尼派穆斯林，2.9％是什葉派穆斯林，10.2％是基督徒，其餘的0.1％屬於其他信仰。
根據“埃及憲法”，任何新的立法都必須至少隱含地同意伊斯蘭教法。“埃及憲法”第45條將宗教自由延伸到三個亞伯拉罕諸教（伊斯蘭教，基督宗教和猶太教），但也只有這三個宗教有信仰自由。
在一神教（亞伯拉罕諸教）被引入埃及後，原來的古埃及宗教已經在埃及消失了。愛資哈爾清真寺（Al-Azhar Mosque）在公元940年法提瑪朝時建立，是埃及第一所伊斯蘭大學，它的前身也是聖馬可於公元1世紀中期建立的亞歷山大科普特東正教教堂。
在埃及，穆斯林和基督徒一起共同生活，分享共同的歷史、國家認同、種族、文化和語言。

## 埃及主要宗教（被認可的亞伯拉罕諸教）

### 伊斯蘭教

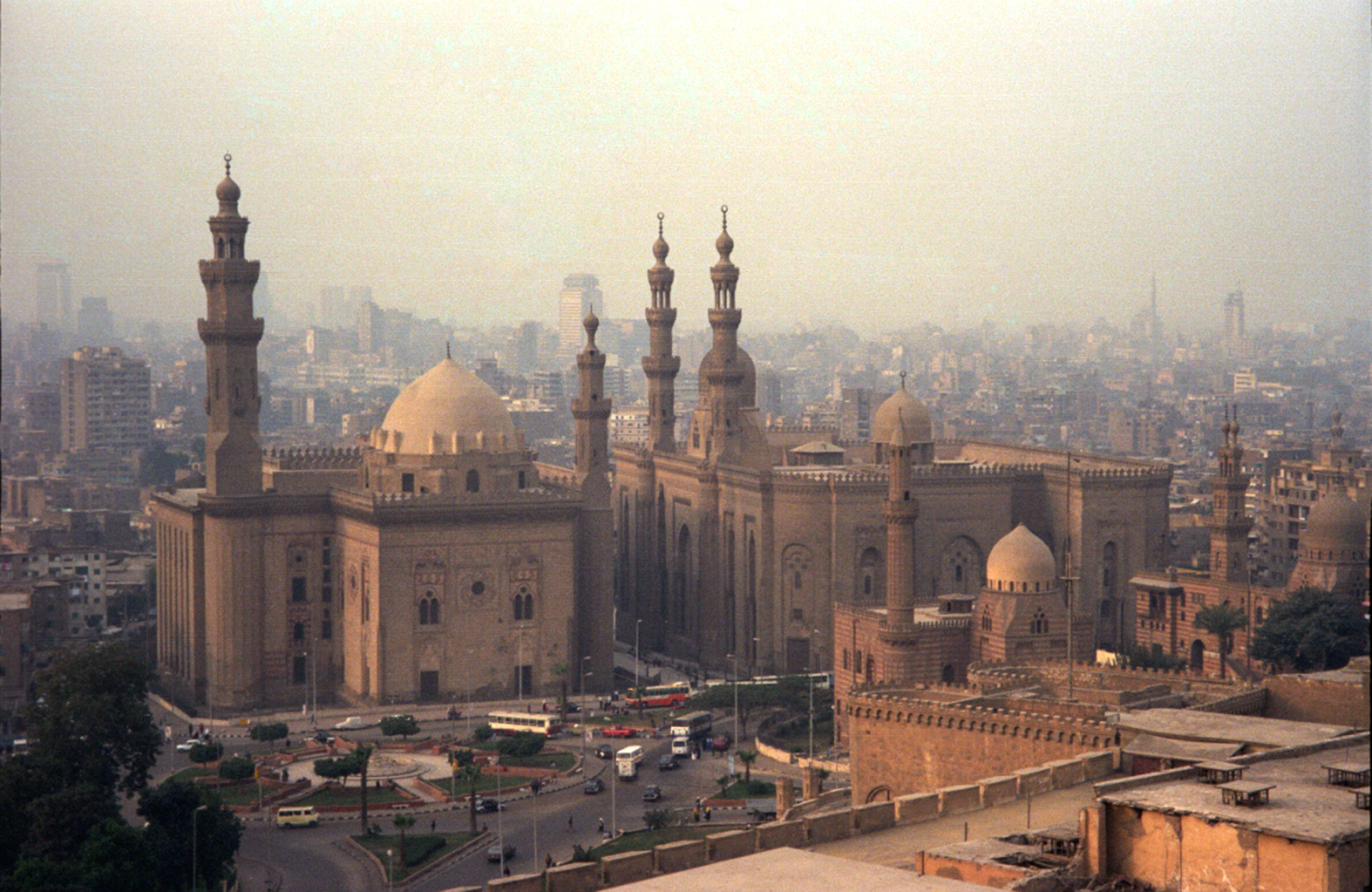
開羅大城堡區

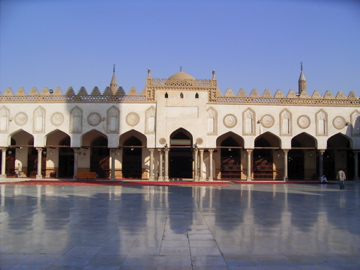
艾資哈爾大學

自1980年埃及憲法第二條修正以來，伊斯蘭教成為為埃及的國教；在此之前，埃及為世俗國家。絕大多數埃及穆斯林是遜尼派，其餘的穆斯林屬於什葉派中的十二伊瑪目派和伊斯瑪儀派。許多遜尼派穆斯林也遵循蘇菲派的傳統。埃及是世界上最重要的遜尼派學府，艾資哈爾大學是伊斯蘭教歷史最悠久的高等教育機構（成立於公元 970 年左右），被許多人認為是世界上現存最古老的大學。
法蒂瑪王朝的哈里發使埃及成為帝國的中心，訂定開羅為王朝的首都。埃及的各種社會團體和階級在日常生活中對伊斯蘭教應用不同。艾資哈爾的文學神學家們普遍反對受到蘇菲主義影響的農村宗教傳教士和農民所實賤的伊斯蘭教。自伊斯蘭教傳入埃及以來，蘇菲主義在埃及蓬勃發展。大多數上層和中產階級的穆斯林認為，宗教表達是每個人的私事，或者伊斯蘭教應該在公共生活中扮演更重要的角色。長期以來，伊斯蘭宗教復興運動在大多數城市和許多村莊都存在，呼籲貫穿於整個階層。
根據埃及的憲法，任何新的立法法律都必須至少隱含地同意伊斯蘭教法。埃及遜尼派伊斯蘭教的主流哈乃斐學派主要由國家控制，通過埃及宗教事務部（Ministry of Awqaf (Egypt)）控制。宗教事務部掌管埃及所有清真寺並監督穆斯林阿訇（伊瑪目），艾資哈爾大學培育了不少伊瑪目人才；此外宗教事務部受予伊斯蘭教令對伊斯蘭教問題的判決權力。

### 基督宗教

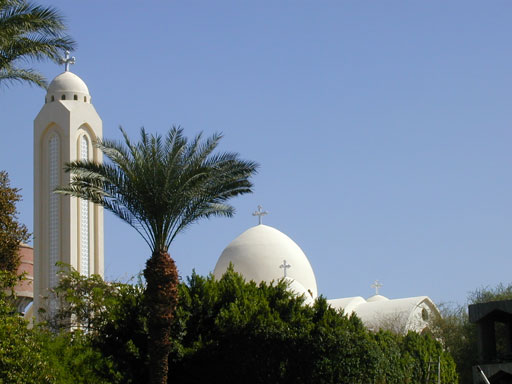
約有10％至15％的埃及人信奉基督宗教

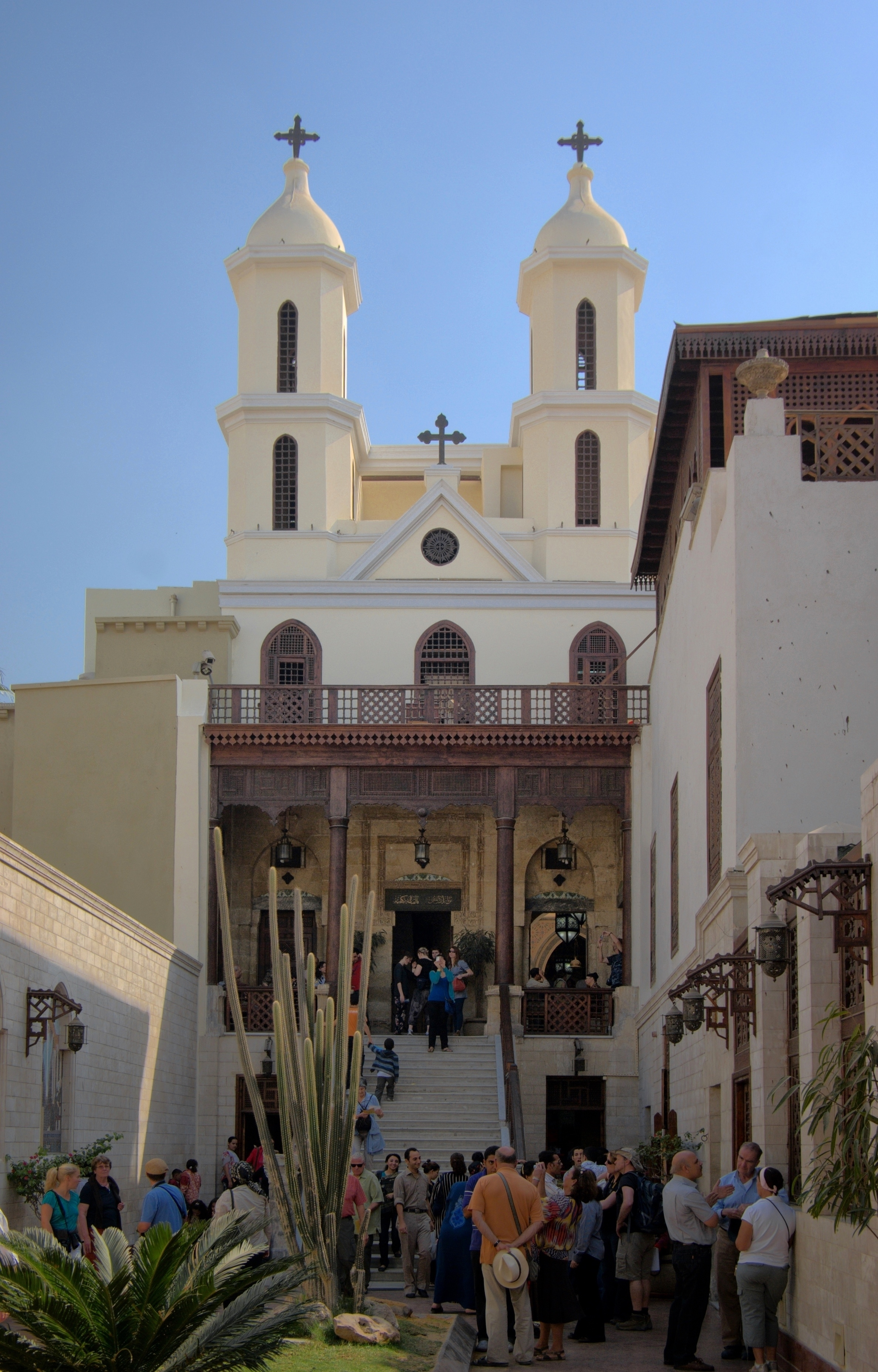
開羅懸空教堂（聖母瑪利亞教堂）

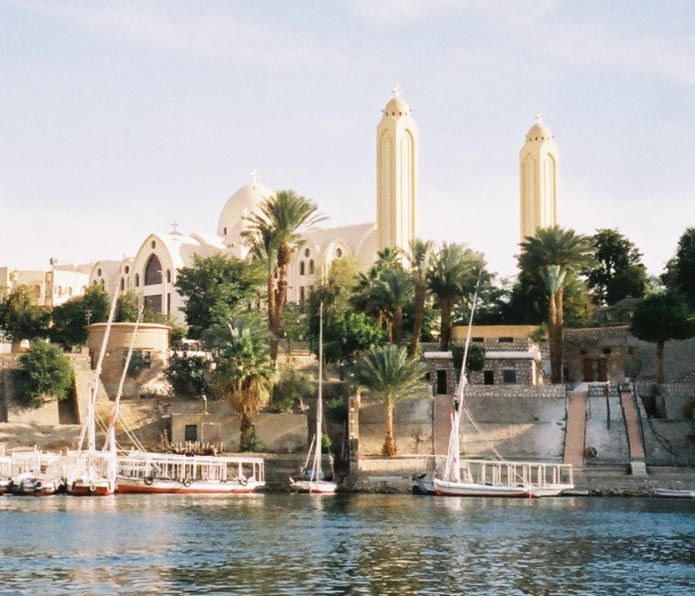
亞斯文的米迦勒亞歷山大科普特東正教教堂

約95％的埃及基督徒是亞歷山大科普特正教會的信徒，科普特人是西亞和北非地區最大的基督徒社群，根據不同的統計數據，科普特人約佔埃及總人口10％-15％。其他埃及本地基督徒屬於科普特禮天主教會、埃及福音教會和各種新教教派的信徒。非埃及本地基督徒社群主要分佈在開羅和亞歷山大港，屬於亞美尼亞使徒教會、普世聖公宗（耶路撒冷及中東教省）、天主教（默基特希臘禮天主教會、亞美尼亞禮天主教會、馬龍尼禮教會、加色丁禮天主教會、敘利亞禮天主教會、拉丁禮教會）和敘利亞東方正統教會。而亞歷山卓暨全非洲希臘正教牧首區是東正教在埃及的代表。其成員人數一直在穩定下降，1980年約為11萬人。

### 猶太教

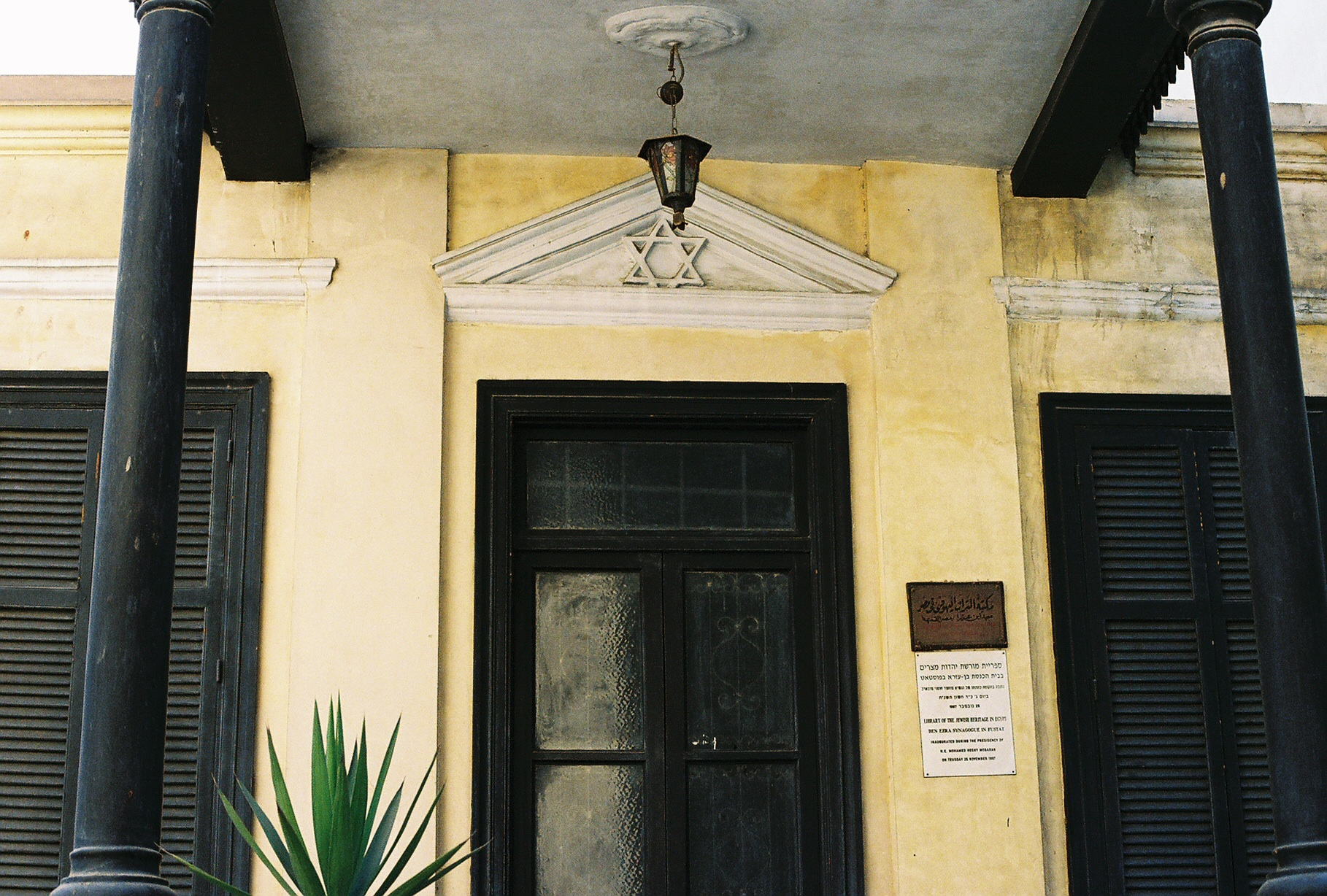
Ben Ezra 猶太會堂

根據1948年的人口普查埃及有65639個猶太人，包括猶太教卡拉派。1956年第二次中東戰爭，大批猶太人被賈邁勒·阿卜杜勒·納瑟驅逐。他們的埃及公民身份被撤銷，他財產被沒收。之後，埃及猶太人不斷向外移民，到1967年第三次中東戰爭達到高峰。根據2016年時的估計，埃及只剩6名猶太人。

## 不被認可及被迫害的宗教

### 阿赫邁底亞穆斯林
埃及的阿赫邁底亞穆斯林多達5萬名信徒，阿赫邁底亞在1922年傳入埃及。到了21世紀，阿赫邁底亞派被埃及政府壓制和主流伊斯蘭歧視越來越多。

## 参見
- 埃及基督教（英语：Christianity in Egypt）
- 埃及印度教（英语：Hinduism in Egypt）
- 科普特人迫害（英语：Persecution of Copts）

## 外部連結
- El Islam en el Egipto contemporáneo （页面存档备份，存于） - revista Alif Nûn nº 66, diciembre de 2008.
- International Religious Freedom Report for 2014. Egypt （页面存档备份，存于）